# John Noble
John Noble (* 20. srpna 1948 Port Pirie, Jižní Austrálie, Austrálie) je australský herec. Jeho nejvýznamnější filmovou rolí byla postava Denethora ve filmu Pán prstenů: Návrat krále.

## Filmografie (výběr)
- 1997 Hvězdná brána (seriál)
- 1999 Airtight
- 2000 Virtuální hrozba
- 2000 Opičí maska
- 2001 24 hodin (seriál)
- 2002 Pán prstenů: Dvě věže – Denethor II. (pouze v prodloužené verzi)
- 2002 Oheň
- 2002 Odpadlík
- 2003 Pán prstenů: Návrat krále – Denethor II.
- 2004 Životní příběh Natalie Woodové
- 2006 Zběsilý útěk
- 2006 Voodoo Lagoon
- 2006 Noc s králem
- 2006 Jednotka zvláštního určení (seriál)
- 2007 Cestovatel (seriál)
- 2008 Hranice nemožného (seriál)
- 2010 Poslední vládce větru
- 2010 Cesta na vrchol
- 2013 Ospalá díra (seriál)
- 2013 Neporazitelný Superman
- 2014 Pašerák
- 2021 V zajetí démonů 3: Na Ďáblův příkaz
- 2021 Star Trek: Fenomén (seriál)